# Daniel Fonseca (fotbalist)
Daniel Fonseca Garis (n. 13 septembrie 1969) este un fost fotbalist uruguayan, care a jucat pe postul de atacant. Este cunoscut pentru perioada în care a jucat la cluburile italiene Cagliari, Napoli, AS Roma și Juventus Torino.
A jucat 30 de meciuri la echipa națională de fotbal a Uruguayului, marcând 11 goluri. A făcut parte din lotul echipei care a câștigat ediția din 1995 a Copa América și și-a reprezentat țara la Campionatul Mondial de Fotbal 1990.

## Palmares

### Club
Nacional
- Recopa Sudamericana: 1989
- Copa Interamericana: 1989
- Primera División Uruguaya: 2002

Juventus
- Serie A: 1997-98
- Supercoppa Italiana: 1997

Finalist: 1998
- UEFA Champions League

Finalist: 1998
- Cupa UEFA Intertoto: 1999

### Internațional
Uruguay
- Copa América: 1995